# Bernardo Atxaga
Bernardo Atxaga, pseudonimo di Joseba Irazu Garmendia (Asteasu, 27 luglio 1951), è uno scrittore, poeta ed autotraduttore spagnolo di lingua basca, considerato il maggiore scrittore basco vivente.
Nel 1973 si è laureato in Economia all'Università di Bilbao. Ha anche studiato filosofia all'Università di Barcellona.
Ha esordito con il romanzo Ziutateaz, pubblicato nel 1976, e un anno dopo è uscito il volume di poesie Etiopia. Ha scritto poesie e prosa, sceneggiature cinematografiche e teatrali, libri per bambini, articoli e racconti. Ha raggiunto una notevole fama con il romanzo Obabakoak, pubblicato in basco nel 1988 e finora tradotto in venti lingue, tra cui l'italiano.
Atxaga ha ricevuto, tra gli altri, il Premio Nacional de Narrativa (Spagna 1989), il Prix Millepages (Francia 1992), il Prix des Trois Couronnes (Francia 1995), il Premko Grinzane Cavour (2008) e il Premio Mondello (2008).

## Opere

### Romanzi
- Obabakoak (1988)
- Behi euskaldun baten memoriak (1991)
- Gizona bere bakardadean (1993)
- Zeru horiek (1996)
- Soinujolearen semea (2003)
- Zazpi etxe Frantzian (2009)
- Borrokaria (2012)
- Nevadako egunak (2013)
- Etxeak eta hilobiak (2019)

### Racconti
- Bi anai (1985)
- Bi letter jaso nituen oso denbora gutxian (1985)
- Henry Bengoa inventarium, Sugeak txoriari begiratzen dionean, Zeru horiek (1995)
- Sara izeneko gizona (1996)

### Poesia
- Etiopia (1978)
- Nueva Etiopia (1997)

### Libri per bambini
- Nikolasaren abenturak, Ramuntxo detektibe (1979)
- Chuck Aranberri dentista baten etxean (1985)
- Siberiako ipuin eta kantak
- Jimmy Potxolo, Antonino apreta, Asto bat hipodromoan, Txitoen istorio, Flannery eta bere astakiloak
- Xolak badu lehoien berri (1995)

## Traduzioni in italiano
- Memorie di una mucca, Il battello a vapore Piemme, 1993
- Asini rock, Giunti, 1996
- Sotto un altro cielo, Giunti, 1998
- Racconti di Obaba, Einaudi, 2002
- Sei soldati, Nottetempo, 2003
- Un uomo in codice. La guerra giusta non esiste, Salani, 2003
- Il libro di mio fratello, Einaudi, 2007
- L'ottava casa, Passigli, 2011
- Obabakoak, 21 lettere, 2020 [Einaudi, 1991]

## Citazioni letterarie
Nel noto romanzo dello scrittore cileno Luis Sepúlveda, Storia di una gabbianella e del gatto che le insegnò a volare, attraverso le parole dell'umano poeta, l'unico che può insegnare alla gabbianella a volare, viene citato sia Bernardo Atxaga, sia la sua poesia "I gabbiani": "Ma il loro piccolo cuore/-lo stesso degli equilibristi-/per nulla sospira tanto/come per quella pioggia sciocca/che quasi sempre porta il vento,/che quasi sempre porta il sole". La stessa citazione si ripete nel film, tratto dal libro, che è uscito con il titolo de  La gabbianella e il gatto, grande successo cinematografico del 1998.